# Kastelholm
Kastelholm (Zweeds: Kastelholms slott, Fins: Kastelholma) is een kasteel in de gemeente Sund, in Åland. Kastelholm is het enige middeleeuwse kasteel op de eilandengroep en een van de vijf nog bestaande middeleeuwse kastelen in heel Finland. Het is voor de geschiedenis van Åland van groot belang geweest.
Tegenwoordig is het een bekende toeristische trekpleister: in een vleugel van het kasteel bevindt zich een cultuurhistorisch museum en direct naast het kasteel bevinden zich het openluchtmuseum Jan Karlsgården en het gevangenismuseum Vita Björn.

## Geschiedenis
Men vermoedt dat het kasteel gesticht is in 1384. Het wordt voor het eerst in historische bronnen vermeld in 1388, in een verdrag van koningin Margaretha I van Denemarken. Kastelholm werd gebouwd op een klein eiland, en kreeg zowel een bestuurlijke als een defensieve functie. Het water rondom het kasteel werd extra verdedigd door drie rijen van 2 tot 8 meter lange houten spiesen in het water. Rond het jaar 1500 stonden er naar schatting 31.000 van dergelijke palen in het water.
Kastelholm werd vanwege de strategische ligging in de Middeleeuwen als een belangrijk verdedigingspunt beschouwd als voorpost voor Stockholm bij militaire dreiging vanuit het oosten (Rusland).

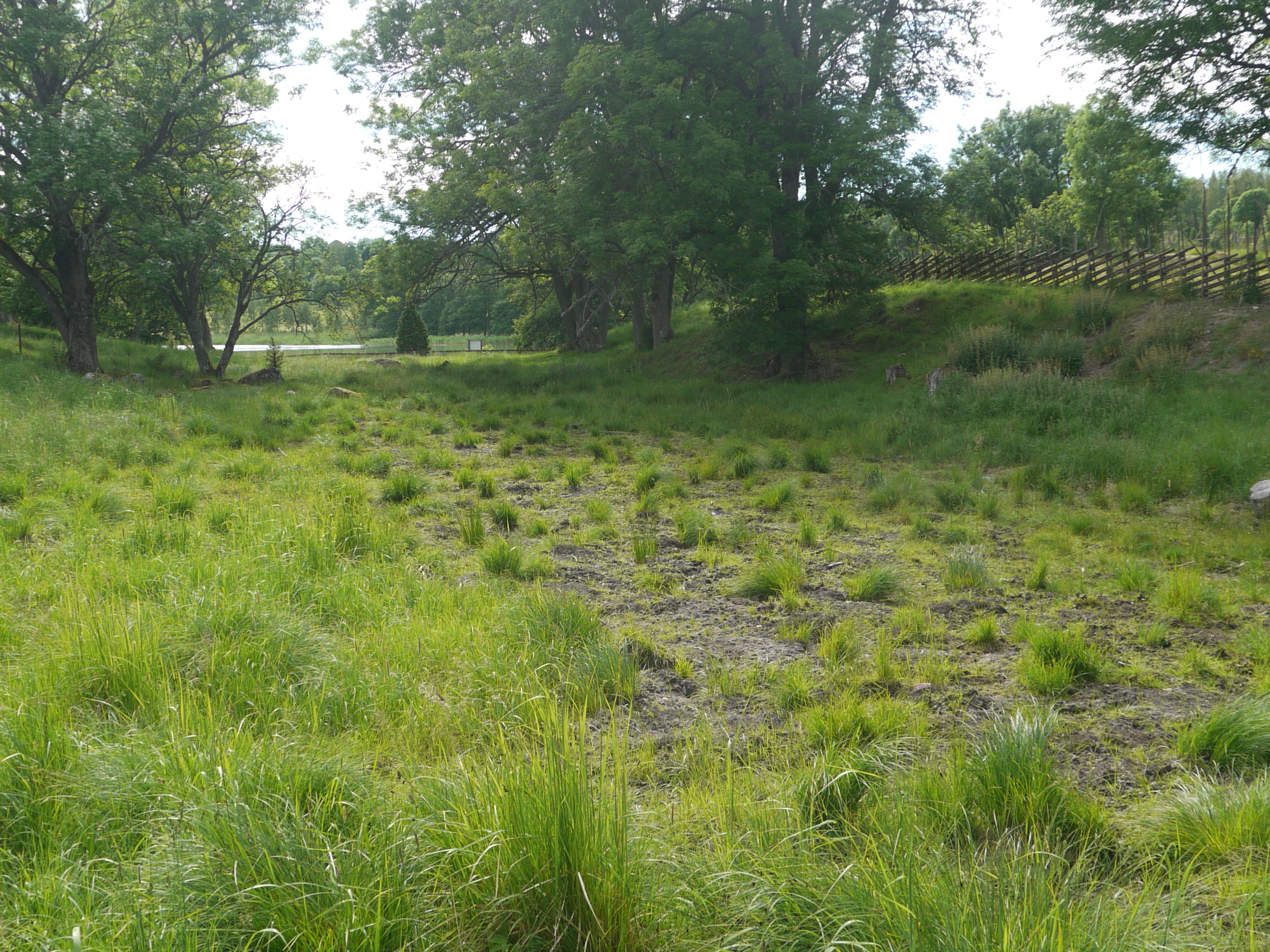
De drooggevallen gracht rondom Kastelholm

Tot aan het begin van de 16e eeuw lag het kasteel nog op een eiland, maar door de postglaciale opheffing van de bodem - de bodem stijgt er bijna 50 cm per eeuw - kwam het water aan de oost- en zuidzijde droog te liggen. In geschriften uit 1546 is beschreven dat boeren de opdracht kregen om een gracht te graven zodat het kasteel weer volledig door water omringd zou worden. Maar een eeuw later stond ook die gracht weer droog, en zo is het nu nog steeds.
De meest bewogen tijd van het kasteel was in de 15e en 16e eeuw. Koning Gustav Vasa gebruikte het als jachtslot. Koning Johan III van Zweden hield hier zijn afgezette en geesteszieke voorganger en broer Erik XIV van Zweden in 1571 gedurende drie maanden gevangen. Het kasteel vormde talloze malen het decor van oorlogen. In 1598 en 1599 werd het in een burgeroorlog beschadigd, en in 1619 brandde een groot deel van het kasteel af. Pas in 1631 werd de schade hersteld. Tot 1634 bleef Kastelholm het bestuurlijke centrum van Åland.
In 1745 brandde het kasteel weer bijna volledig uit; alleen de noordelijke vleugel bleef behouden en kreeg tot 1770 de functie van gevangenis. Daarna veranderde het in een ruïne, hoewel het nog lange tijd, tot aan de jaren 1930 gediend heeft als graanopslagplaats.
Eind 19e eeuw en in de 20e eeuw is geleidelijk begonnen met de reconstructie van het kasteel, en inmiddels is het grotendeels hersteld en te bezichtigen als museum.

Luchtopname, 2017